# Vivcearove, Troițke
Vivcearove (în ucraineană Вівчарове) este localitatea de reședință a comunei Vivcearove din raionul Troițke, regiunea Luhansk, Ucraina.

## Demografie
Componența lingvistică a localității Vivcearove
     Ucraineană (90,7%)
     Rusă (9,15%)
     Alte limbi (0,15%)
Conform recensământului din 2001, majoritatea populației localității Vivcearove era vorbitoare de ucraineană (90,7%), existând în minoritate și vorbitori de rusă (9,15%).